# Società Sportiva Virtus
La Società Sportiva Virtus és un club de futbol sanmarinès de la ciutat d'Acquaviva.

## Palmarès
- Lliga de San Marino de futbol:[3]

2023–24
- Coppa Titano de San Marino:[4]

2022–23
- Trofeo Federale/Supercopa:[5]

1988, 2023